# Tettigonia sikhimensis
Tettigonia sikhimensis är en insektsart som först beskrevs av William Lucas Distant 1908.  Tettigonia sikhimensis ingår i släktet Tettigonia och familjen dvärgstritar. Inga underarter finns listade i Catalogue of Life.